# 卡莱维·奥伊卡赖宁
卡莱维·奥伊卡赖宁（芬蘭語：Kalevi Oikarainen，1936年4月27日—2020年8月14日），芬兰男子越野滑雪运动员。他曾代表芬兰参加1968年和1972年冬季奥林匹克运动会越野滑雪比赛，获得一枚铜牌。